# ウィリアム・ゴーハム
ウィリアム・レーガン・ゴーハム（William Reagan Gorham、日本名 合波武 克人 ごうはむ かつんど、1888年1月4日 - 1949年10月24日）は、アメリカ生まれで日本に移住した自動車技術者である。ゴーハムは、まだ発展し始めたばかりの日本の自動車産業の技術と能力に重要な貢献を行い、後に鮎川義介によって日産自動車へと統合されていく多くの会社とともに働いた。鮎川は、ゴーハムにとって親友かつ事業上のパートナーとなっていった。
デイヴィッド・ハルバースタムの1986年の著書「覇者の驕り」の中でハルバースタムは「ゴーハムは技術面での日産自動車の創業者である」と述べ、また「ゴーハムの日本到着から65年を経た1983年において、ゴーハムに一度も会ったことのない日産の若い技術者は彼を神であるかのように話し、彼が会社で働いていた頃のことや彼の多くの発明を詳細に説明することができた」としている。

## 初期の人生
ゴーハムは、1888年にカリフォルニア州サンフランシスコにおいて、タイヤ製造業者のBFグッドリッチのアジア地区マネージャーであったウィリアム・J・ゴーハムの息子として生まれた。彼は若い頃に、父親の日本への出張に同行することがあり、ヒールド大学を卒業した後、1911年に父親とともにサンフランシスコでゴーハム・エンジニアリングを設立した。この会社の製品としては、焼玉エンジン、消防ポンプ、モーターボートといったものがあった。

## 日本での経歴
ゴーハムは、日本での航空ショーの情報を聞いて、妻子を連れて1918年に日本を訪問し、将来的な日本の工業発展に期待して永住することを決めた。航空ショーの仕掛け人であった櫛引弓人のために三輪自動車のクシ・カー（ゴルハム式自動三輪車）を製作した。
久保田鉄工所（後のクボタ）を設立して、日本で最大手の農業機械メーカーへと成長させた、成功した実業家であった久保田権四郎は、自動車市場に参入したいと希望していた。当時、日本で自動車を量産していた企業はいすゞ自動車の前身の東京石川島造船所の自動車部門と、橋本増治郎が設立した快進社の2社のみであった。久保田はゴーハムを主任技術者として雇い、ゴーハムが自動車を設計し、ゴーハムの三輪自動車を生産する工場の立ち上げを行った。他の日本の出資者とともに、久保田とゴーハムは実用自動車を設立し、三輪自動車「ゴルハム」およびゴーハム設計の四輪式自動車「リラー」を生産した。実用自動車と快進社を改組したダット自動車商会は後に合併し、ダット自動車製造となり、1931年に鮎川義介が買収して1934年に日産自動車となった。
1920年代初め、鮎川義介はゴーハムの業績に感銘を受けて、戸畑鋳物での技術指導をゴーハムに打診し、ゴーハムの指導下にトバタ発動機を船舶用、農耕用、灌漑用などへと拡大していった。また戸畑鋳物の看板商品の鉄パイプ用継手においてもゴーハムが指導を行った。1926年には鮎川が買収した東亜電気において電気系部品を生産することになり、東亜電気の技師長にもゴーハムが就任した。東亜電気では電話交換機や電動工作機、自動車の電気部品などを製造した。戸畑鋳物においても自動車部品の量産化を進めた。またゴーハムは1933年から横浜に自動車の大量生産工場の建設を行い、1934年に稼働してダットサンの製造を行った。
1936年に自身の会社である国産精機を設立するためにこうした会社から離れた。国産精機は後に合併して日立精機となった。
1941年5月にゴーハムと妻はアメリカ合衆国の国籍を放棄し、日本に帰化した。これは明らかに、戦時の状況により外国人への制約が厳しくなってきたため、日本に残れるように帰化を選択したのだろうとされる。第二次世界大戦中、ゴーハムは日立精機において多刃旋盤およびジェットエンジンを中心に技術的な仕事を継続した。ゴーハムとその妻は開戦前に日本国民となっていたことから、終戦後アメリカ合衆国政府は反逆罪で訴追することを断念した。実際のところ、最終的に彼は連合国軍最高司令官総司令部 (GHQ) と産業問題に関する連絡業務に働くことになった。
1945年に日産自動車の役員に就任すると、GHQと自動車の生産再開交渉を行い、トラックの生産再開を許可され、接収されていた横浜工場を返還してもらう交渉も行った。ゴーハムの努力により、2か月で生産が再開された。
1940年代を通じて、彼は購買、工場管理に関してキヤノンに対するコンサルタントとしてもよく活動しており、社長の御手洗毅と緊密な関係を築いた。ゴーハムは、御手洗が脇で見守る中、1949年に死去した。

## 家族
ゴーハムは結婚しており、ウィリアム・ジュニア・ゴーハムとドン・クリル・ゴーハムの2人の息子がいた。
ウィリアム・ジュニアは1915年カリフォルニア州オークランド生まれで、日本で中学校を卒業したのちアメリカ合衆国の高校に進学し、日本がアメリカを攻撃した時点でカリフォルニア工科大学に通っていた。徴兵猶予が1943年に終わった後、彼は真珠湾のアメリカ海軍情報局に勤務し、日本人捕虜の尋問の専門家として働いた。戦争終結に際して、サイパン島の降伏協定の手助けを行い、東京への空襲効果の調査を行った。のちにオーチス・エレベータ・カンパニーで働き、2003年に死去した。
ドンは同じくオークランドにおいて1918年に生まれたが、高校卒業後は東京帝国大学に進学し、1941年に日本語および日本文学の学位を取って卒業した。父親の要求により、彼は日米開戦前にワシントンD.C.に移動した。兄と同様に、第二次世界大戦中はアメリカ海軍情報局に勤務し、戦後も1970年代に翻訳者として働き始めるまでは民間人の資格で情報局で勤務し続けた。2011年に死去した。